# Apostolisches Vikariat El Beni
Das Apostolisches Vikariat Beni (lat.: Apostolicus Vicariatus Benensis) ist ein in Bolivien gelegenes römisch-katholisches Apostolisches Vikariat mit Sitz in Trinidad.
Es wurde am 1. Dezember 1917 von dem Bistum Santa Cruz de la Sierra abgetrennt und dem Orden der Franziskaner anvertraut.
Das damals 150.686 km² große Vikariat gab am 29. April 1942 einige Gebiete zur Errichtung des Apostolischen Vikariates Pando und noch am 1. September 1942 weitere zur Errichtung des Apostolischen Vikariates Reyes ab.
Das Vikariat, welches bis heute von den Franziskanern geleitet wird, erhielt erstmals in den 1970er Jahren einen Weltpriester. Das enorme Bevölkerungswachstum hat das Vikariat Ende der 1980er Jahre erstmals die 100.000 Katholiken überschreiten lassen. Der starke Priestermangel lässt jedoch einen weiteren Ausbau des Sprengels kaum zu.

## Apostolische Vikare
- Ramón Calvó y Martí OFM (1919–1926)
- Pedro Francisco Luna Pachón OFM (1926–1953)
- Carlos Anasagasti Zulueta OFM (1953–1986)
- Julio María Elías Montoya OFM (1986–2020)
- Aurelio Pesoa Ribera OFM (seit 2020)